# گزارش یک جشن
گزارش یک جشن فیلمی به کارگردانی و نویسندگی ابراهیم حاتمی‌کیا و تهیه‌کنندگی محمد پیرهادی و ساخته سال ۱۳۸۹ است.
این فیلم که دربارهٔ حوادث بعد از انتخابات سال ۱۳۸۸ است  توسط وزارت ارشاد توقیف شده و فقط در جشنواره فیلم فجر اکران شد و هیچگاه در سینماها اکران عمومی نشد.

## داستان فیلم
گزارش یک جشن از مسایل ملتهب جامعه سخن به میان می‌آورد و به مسئله جوانان به‌عنوان یکی از بحران‌های امروز جامعه می‌پردازد.

## جشنواره‌ها
فیلم گزارش یک جشن در بیست و نهمین دوره جشنواره فیلم فجر (۱۳۸۹) در ۲ بخش بهترین صدابرداری (آرش برومند) و بهترین طراحی صحنه و لباس (سارا سمیعی) نامزد سیمرغ بلورین بود.